# Euhypnorna grata
Euhypnorna grata — вид тарганів родини Blattellidae.

## Поширення
Вид описаний у Панамі.